# Yoctopolis
Yoctopolis(ヨクトポリス)は、2011年に奈良県で結成されたロックバンド。

## 概要
オルタナティブ・ロック、インディーロック、シューゲイザーなどを彷彿させる音楽性。
前身のバンド名は「RAY（レイ）」では、他にもレゲエミュージシャンのRAYや女性誌の名前とも被り、ネットでの検索で見つけてもらいにくいからと言う理由で改名。

## 来歴

### 2011年
高校の同級生である宮井慎介(Vo&Gt)と中倉悠介(Dr)により前身となるバンド「RAY(レイ)」を結成。

### 2014年
「12月e.p.」の発売と並行し、全国ツアーを敢行
12月、SPANK PAGE『SAKANA.』リリース大阪編に対バン出演。
SPANK PAGE,LOST IN TIME,LOSTAGEと自身たちも評価するアーティストとの対バンを実現。

### 2015年
「evergreen」発売、自主企画「宣誓」を心斎橋pangeaで開催

### 2016年
- 5月、ROCK IN JAPAN FESTIVALへの出演をかけたRO69jack 一次審査に通過。
- 8月、地元奈良の音楽イベント「なら音」に出演。
- 9月、シングル「終の歌/アパート」をリリース。

終の歌のMVでは地元奈良の生駒山上遊園地や曽爾高原などを撮影地として選ぶ。
- 自主企画「VERY PEACE」を開催。
- 10月、東京四国を含む全国１１箇所のツアーを敢行。

COUNTDOWN JAPANへの出演をRO69jack 一次審査に通過。
- 12月、自主企画「VERY PEACE」を開催。このライブをもってベースのタジマミチヒコが脱退。

### 2017年
- 1月、サポートベースとして熊谷直哉がベースで参加。
- 5月、Mikrockへの出演をかけたオーディションライブに参加。３位に終わる。
- 9月、Ashley Recordsコンピレーションアルバム[COLLECTION]に楽曲「wanderer」で参加。
- 10月、サポートメンバーであったベース熊谷直哉がメンバーに正式加入。

オフィシャルHPを公開。（現在は閉鎖中。グッズ販売サイトは健在。）

### 2018年
- 8月、1st mini album calendar リリース。近畿を中心にリリースツアーを敢行。

### 2019年
- 6月、公式Instagramアカウントを発表。

未発表のMV「ストロベリーマーシュ」をInstagram限定で公開。
- 7月、Zweed'n Roll（タイ）のジャパンツアーにて心斎橋pangeaで共演。
- 11月、下北沢のライブハウスサーキット型音楽フェス「KNOCKOUT FES 2019 autumn」に出演。

スタジオライブミュージックビデオをオフィシャルYoutubeにて公開。
バイバイ,evergreen,I want to keep it beautifulを選曲。

### 2020年
- 2月、ベースの熊谷直哉が脱退。
- 4月、COVID-19の影響により経営難に苦しむ地元奈良のライブハウスの支援として、バンドキャンプのサービスを利用しLOST SONGS RECOLLECTEDを発売。

売上全額を地元のライブハウス「奈良NEVERLAND」と「生駒RHEBGATE」へ寄付した。
- 12月、自身初のワンマンライブを地元奈良ネバーランドで開催。

## メンバー

### メンバー

#### 宮井慎介　1991年7月30日〜
兵庫県尼崎市出身。O型。ギターボーカル。愛用ギターはfenderの赤のストラト。楽曲制作もメインで行う。
使用機材
ギター、fender custom shop stratocaster、gibson custom shop sg w vibrola
アンプ、fender amp dual professional、hughes & kettner  duotone combo

#### 中倉悠介　1992年1月21日〜
B型。ドラムス。ドラムの評価はアーティスト内で高く、他バンドのサポートドラムも数多くこなす。15歳から地元のYAMAHA音楽教室でドラムを2年学んだ後、独学。
影響を受けたドラマー
Matt Cameron、Jimmy Chamberlain、John Bohnam、Omar Hakim、Peter Erskine、Aaron Spears、Moses Boyd、秋山タカヒコ、岩城智和。
使用機材
スティック　VIC FIRTH / 5AA
ドラムセット　YAMAHA / Recording Custom
スネア TAMA / G Maple
シンバル　PAiSTe / Masters,2002,Signature

#### 谷本賢介　1991年7月9日〜
A型。ギター担当。作詞作曲も担当する。時折、個人で弾き語りでイベントに出演もする。
使用機材
ギター、fender jazzmaster 64s、Gibson レスポールJr
アンプ、fender twin amp

### 旧メンバー
タジマミチヒコ　ベース
熊谷直哉　ベース

## ディスコグラフィ

### three songs demo
2013年、全3曲。
完全自主制作作品。現在廃盤。

### 12月 e.p.
2014年、全4曲 e.p.。
リードトラック「12月」はバンド初のMVを作成。現在廃盤。

### Evergreen
2015年、全3曲シングル。
タワーレコード主要都市５箇所の店頭にも並ぶ。

### 終の歌/アパート
2016年、全2曲シングル。

### calender
2018年、全5曲ミニアルバム。

### LOST SONGS RECOLLECTED
2020年、全9曲アルバム。
廃盤となった過去作品の楽曲を集めた配信限定アルバム。本アルバム最後の曲「バイバイ」のみ新録。
COVID-19の影響により経営難を強いられた地元のライブハウス「奈良NEVERLAND」と「生駒RHEBGATE」へ売上全額を寄付した。

### 公式SNSアカウント
- Twitter
- Instagram
- YouTube